# Anthony Radziwill
Anthony S.A. Radziwill, także Antoni Stanisław Albert Radziwiłł herbu Trąby (ur. 4 sierpnia 1959 w Lozannie, zm. 10 sierpnia 1999 w Londynie) – amerykański twórca telewizyjny i producent filmowy, dziennikarz; syn księcia Stanisława Albrechta Radziwiłła i Caroline Lee Bouvier (siostry Jacqueline Kennedy Onassis).
Anthony Radziwill posiadał tytuł książęcy, chociaż nigdy go nie używał w Ameryce. Rodzina była spowinowacona z Fryderykiem Wilhelmem I Hohenzollernem, królem Prus oraz Jerzym I Hanowerskim, pierwszym królem Wielkiej Brytanii i Irlandii.

## Studia i praca dziennikarska
Dzieciństwo spędził w Anglii, następnie studiował dziennikarstwo na Uniwersytecie Bostońskim. Studia ukończył w 1982. Karierę rozpoczął jako Producent programów sportowych korporacji telewizyjnej Peacock Network. W czasie Letnich Igrzysk Olimpijskich w 1988 w Seulu przyczynił się do zdobycia przez stację Nagrody Emmy. W następnym roku rozpoczął pracę dla ABC News, ponownie jako producent telewizyjny, tym razem cyklu wiadomości Prime Time Live. W roku 1990 wygrał prestiżową Peabody Award za swoje śledztwo dziennikarskie, dotyczące zjawiska odradzania się ruchu nazistowskiego w Stanach Zjednoczonych.
Był dwukrotnie nominowany do Nagrody Emmy: w 1999 roku za film Lenny Bruce: Swear to Tell the Truth oraz w roku 2000 za film Cancer: Evolution to Revolution.

## Choroba
Mniej więcej w 1989 roku lekarze zdiagnozowali u Radziwiłła raka jąder. Po operacji Radziwiłł powrócił do pracy. Przed ślubem z Carole Ann Di Falco pojawiły się przerzuty, nadal jednak był aktywny zawodowo. W tym okresie utrzymywał stały kontakt ze swoją ciotką Jacqueline Kennedy Onassis i kuzynem Johnem Fitzgeraldem Kennedym Juniorem (m.in. był drużbą na jego sekretnym ślubie z Carolyn Bessette).
Zmarł w roku 1999. Został pochowany w krypcie grobowej Radziwiłłów w kościele NMP i św. Anny w Fawley Court (Fawley, Anglia), obok swojego ojca, Stanisława Albrechta.

## Fundacja
Po śmierci Radziwiłła jego żona Carole napisała autobiografię, w której szczegółowo opisała lata małżeństwa z dziennikarzem. Książka została opublikowana w 2005 roku pod tytułem What Remains: A Memoir of Fate, Friendship and Love. Wnosi ona wiele nowych wątków do historiografii rodzin Kennedych i Bouvier.
W 2000 roku Lee Radziwiłł, matka Antoniego, razem z wdową po nim założyły fundację wspomagającą początkujących reżyserów kina dokumentalnego – The Anthony Radziwill Documentary Fund.